# نادي تطوير
نادي تطوير الرياضي هو فريق كرة قدم عراقي مقره في بغداد، يلعب في الدوري العراقي الدرجة الثالثة.